# Chaerophyllum hirsutum
Chaerophyllum hirsutum es una especie herbácea perteneciente a la familia de las apiáceas.

## Descripción
Es una planta herbácea que se distingue de sus congéneres por los pétalos ciliados y los estilos erectos muy poco divergentes.
La subespecie típica difiere de subsp. villarsii , en sus tallos y hojas con pelos esparcidos (en vez de densamente peludos), los segmentos foliares inferiores casi tan grandes como el resto de las hojas, carpóforos bifurcado en menos de 1/3 de su longitud (y no en más de la mitad ), divisiones foliares de último orden anchas que a menudo se solapan, bractéolas muy desiguales y cortamente ciliadas. La observación del carpóforo requiere que la planta presente frutos muy maduros. 

## Distribución y hábitat
Se distribuye por el Cáucaso y centro y sur de Europa. En la península ibérica en el norte (Pirineos y Montes Cantábricos), CN (Sistema Ibérico y Central) y SE (Sierra Nevada). En Aragón, en Pirineos y Moncayo.
Se encuentra, en general, en herbazales en suelos húmedos y algo nitrogenados; muchas veces a orillas de arroyos y barrancos del piso montano y subalpino. Con preferencia en suelos ricos en materia orgánica,a una altitud de 900	- 2100 metros.

## Sinonimia
- Myrrhis palustris Delarbre [1800, Fl. Auvergne, éd. 2 : 412]
- Chaerophyllum villarsii subsp. alpestre (Jord.) Nyman [1879, Consp. Fl. Eur. : 300]
- Chaerophyllum umbrosum Jord. [1849, Obs. Pl. Crit., 7 : 30]
- Chaerophyllum pumilum Wierzb.
- Chaerophyllum cicutaria var. umbrosum Beck [1892, Fl. Nieder-Österr. : 630]
- Chaerophyllum cicutaria Vill. [1779, Prosp. Hist. Pl. Dauph. : 26]
- Anthriscus rivularis Vuk. [1877, Rad. Jugoslav. Akad. Znan., 39 : 209]
- Rhynchostylis hirsutus (L.) Tausch [1839, Flora, 17 : 343]
- Sikera hirsuta (L.) Raf. [1840, Good Book : 53]
- Scandix hirsuta (L.) Scop. [1771, Fl. Carniol., ed. 2, 1 : 211]
- Myrrhis hirsuta (L.) Spreng. in Roem. & Schult. [1820, Syst. Veg., ed. 15, 6 : 510] non All. [1785, Fl. Pedem., 2 : 28]
- Chaerophyllum palustre Lam. [1785, Encycl. Méth. Bot., 1 : 683] [nom. illeg.]
- Bellia hirsuta (L.) Bubani[2]

## Nombres comunes
- Castellano: cañavera, cañuelas, cerofolio salvaje, gibláncano, gilbotes, perejil, perejil bravo, perejil de burro, perejil loco, perejil silvestre, perifollo, picos ásperos, silbatos.[3]